# Peter Kraus
Peter Siegfried Krausnecke, cunoscut drept Peter Kraus, (n. 18 martie 1939, München, Germania Nazistă) este un actor și cântăreț austriac.

## Biografie
În 1956 a înregistrat primul single, o versiune în limba germană a discului lui Little Richard Tutti Frutti. Kraus a devenit în curând unul dintre cei mai populari cântăreți rock 'n' roll în limba germană. În primii patru ani după debutul său, Kraus a lansat 36 de titluri.
Până în 1964, Kraus a fost în mod regulat în topurile germane. Producătorul Gerhard Mendelson a achiziționat drepturile asupra melodiilor americane cu succes pentru a le produce cu texte germane în interpetarea lui Peter Kraus.
Kraus a înregistrat unele melodii cu Jörg Maria Berg utilizând pseudonimul James Brothers. De asemenea, a cântat împreună cu Conny Froboess și Connie Francis, Babs, Danny Mann, Alice și Ellen Kessler, Gus Backus și Gina Dobra, printre alții.

## Activitate ca actor
În perioada în care rock 'n' roll-ul era la modă, Peter Kraus a fost jucat în diferite filme cum sunt Die Freundin meines Mannes (1957) și Der Pauker (1958), ambele regizate de Axel von Ambesser, sau în Die Frühreifen regizat de Josef von Báky. La sfârșitul anilor 1980, Peter Kraus a jucat rolul creatorului de modă Heinrich Wolfgruber în serialul de televiziune Die glückliche Familie.

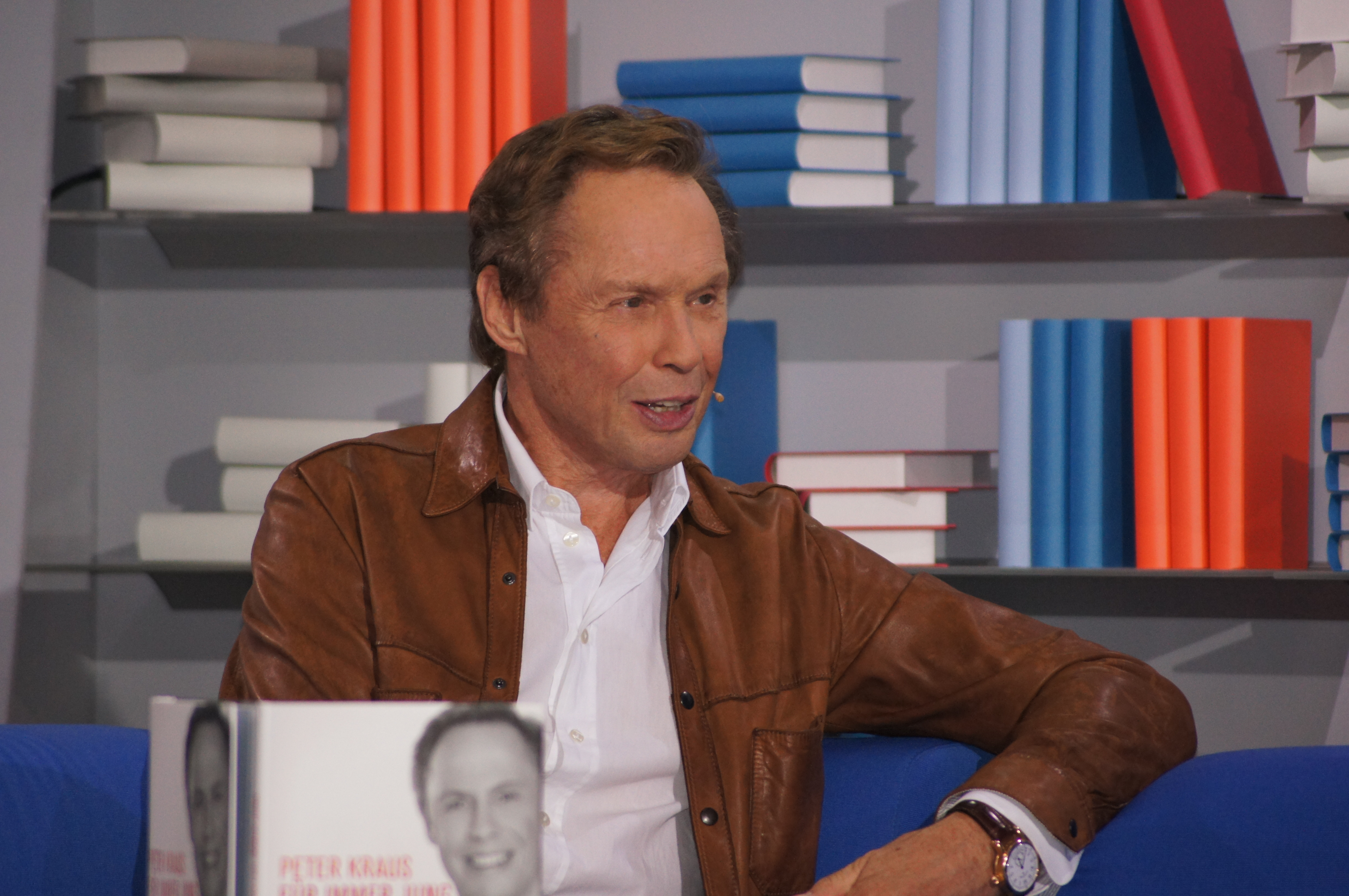
Peter Kraus, 2011

## Participant la curse de automobile

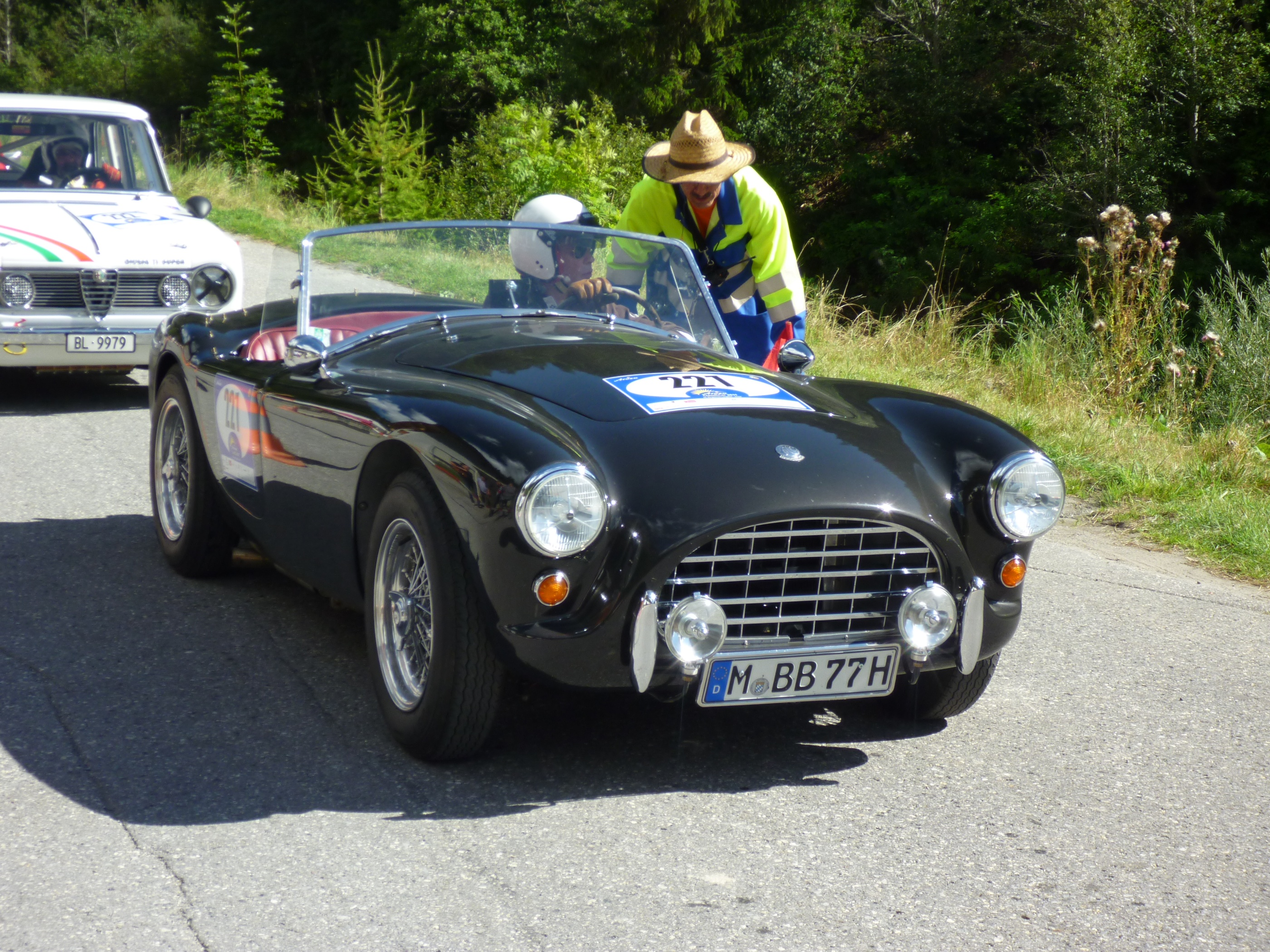
Peter Kraus cu AC Ace Bristol D2 la Arosa ClassicCar 2011

Peter Kraus este pasionat de vehicule de curse clasice și participă ocazional la curse de amatori, printre care Arosa ClassicCar, Ennstal-Classic, Mille Miglia, Silvretta Classic, Großglockner Grand Prix și Arlberg Classic.

## Viața personală
În 1969, Peter Kraus s-a căsătorit cu fotomodelul Ingrid Nieuweboer, adoptând și fiica acestia, Gaby. În 1973 s-a născut fiul lor Michae Kraus, Peter Kraus locuiește cu soția sa pe lacul Lugano din Elveția.

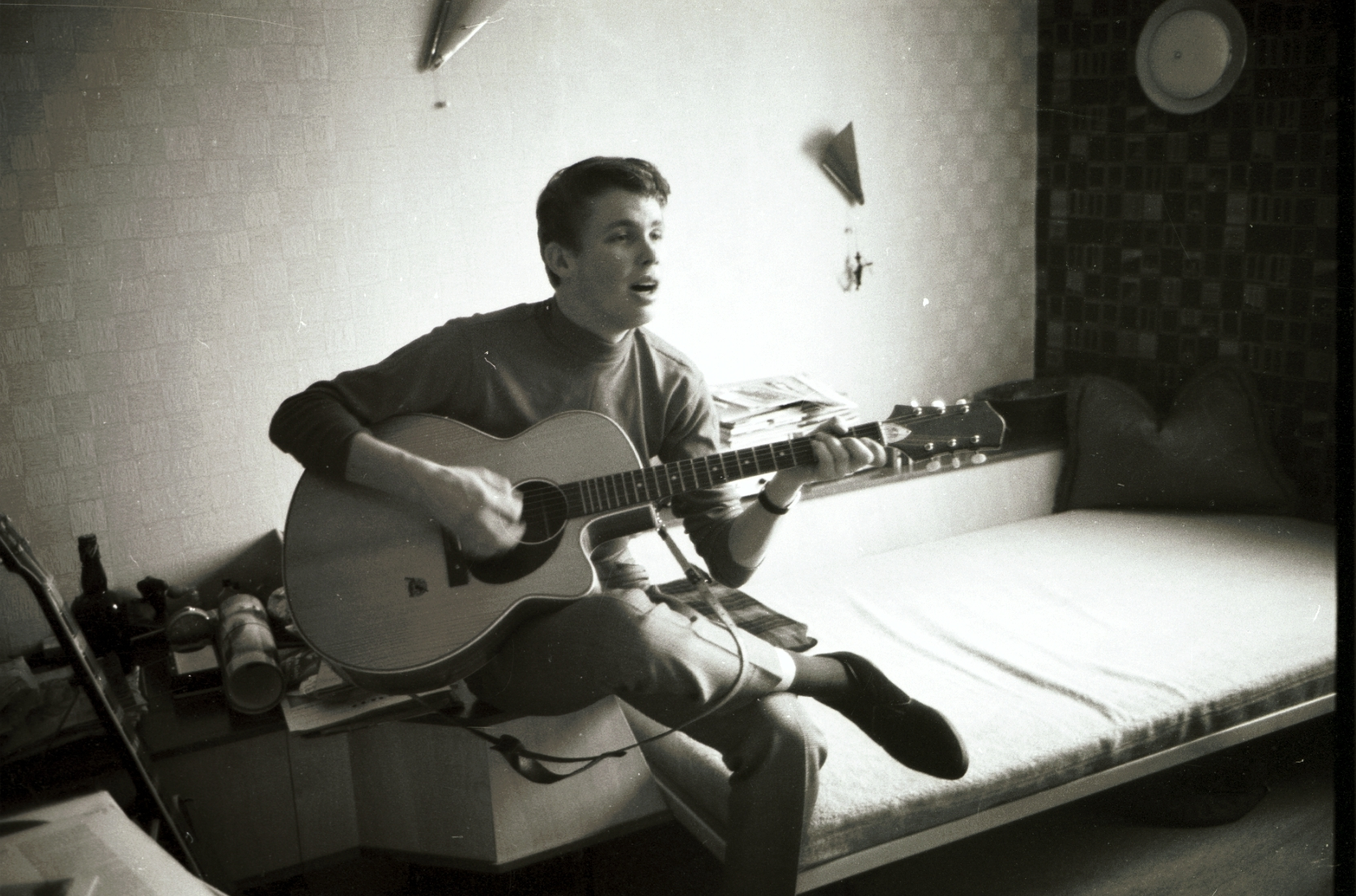
Peter Kraus, 1960

## Filmografie

### Cinematografie
- 1954: Das fliegende Klassenzimmer
- 1957: Die Frühreifen
- 1957: Die Freundin meines Mannes
- 1958: Immer die Radfahrer
- 1958: Wenn die Conny mit dem Peter
- 1958: Der Pauker
- 1959: Melodie und Rhythmus
- 1959: Alle lieben Peter
- 1960: Kein Engel ist so rein
- 1960: Conny und Peter machen Musik
- 1960: Schlagerraketen – Festival der Herzen
- 1961: Was macht Papa denn in Italien?
- 1961: Im schwarzen Rößl
- 1962: So toll wie anno dazumal
- 1962: Verrückt und zugenäht
- 1963: Die lustigen Vagabunden (Das haben die Mädchen gern)
- 1963: Liebe im 3/4-Takt
- 1964: Wenn man baden geht auf Teneriffa
- 1964: Die große Kür
- 1964: Happy-End am Attersee
- 1969: Lovemaker
- 1984: Tausend Augen
- 1986: Der Sommer des Samurai
- 1987: Der Madonna-Mann
- 2013: Systemfehler – Wenn Inge tanzt

### Televiziune
- 1971: Olympia-Olympia]
- 1973: Paganini (film TV)
- 1985: Wenn die kleinen Veilchen blühen
- 1990: Die glückliche Familie (serial TV)
- 1993: Drei zum verlieben
- 1995: Liebling, ich muß auf Geschäftsreise (inclusiv regia)
- 1999: Das Amt (serial TV)
- 2002: Die fabelhaften Schwestern
- 2007: Mitte 30
- 2021: The Masked Singer